# شب‌خروش نی‌لبک‌زن ترینیداد
شب‌خروش نی‌لبک‌زن ترینیداد (نام علمی: Pipile pipile) نام یک گونه از سرده شب‌خروش نی‌لبک‌زن است.
این گونه بوم‌زاد جزیره ترینیداد است. این یک پرنده بزرگ، تقریباً هم اندازه بوقلمون می‌باشد. این گونه به علت از دست رفتن زیستگاه و شکار غیرمجاز در معرض انقراض قرار گرفته‌است.